# Das Wunder von Manhattan (1994)
Das Wunder von Manhattan (Originaltitel Miracle on 34th Street) ist eine US-amerikanische Filmkomödie von Les Mayfield aus dem Jahr 1994. Die Hauptrollen sind mit Richard Attenborough, Elizabeth Perkins, Mara Wilson und Dylan McDermott besetzt. Es handelt sich um eine Neuverfilmung des gleichnamigen Films aus dem Jahr 1947.

## Handlung
Der für den jährlich stattfindenden Weihnachtsumzug von Cole’s Kaufhaus engagierte Weihnachtsmann Tony Falacchi ist angetrunken und muss kurz vor Beginn der Parade entlassen werden. Der vorbeikommende Kriss Kringle hatte Falacchis Zustand bemerkt und wird von Dorey Walker, der Leiterin für Sonderaktionen des Kaufhauses, gebeten, den Weihnachtsmann zu spielen, weil es sonst gar keinen Weihnachtsmann auf der Parade geben würde. Kriss Kringle erfüllt seine Aufgabe so gut, dass er von Cole’s als neuer Weihnachtsmann des Kaufhauses angestellt wird, dem die Kinder der Kunden ihre Wünsche mitteilen können.
Kriss Kringle kann auch dadurch punkten, dass er die Eltern zum Konkurrenzunternehmen „Shopper’s Express“ schickt, wenn das von den Kindern gewünschte Spielzeug dort billiger zu haben ist. Dies bewirkt bei den Eltern das Gefühl, dass dem Unternehmen zufriedene Kunden wichtiger als Profit sind. Dadurch steigt die Popularität des Kaufhauses so rasant an, dass aus der Idee ein neues Marketingkonzept entwickelt wird, woraufhin die Umsätze und die Aktienkurse des angeschlagenen Kaufhauses in die Höhe schießen. Auch Doreys hochintelligente 6-jährige Tochter Susan ist von Kriss Kringle beeindruckt, allerdings auch von ihrer alleinerziehenden Mutter aufgeklärt, dass ein Weihnachtsmann nur ein verkleideter Kaufhausangestellter ist. Dorey schlägt Susan vor, die Wahrheit herauszufinden, indem sie sich vom Weihnachtsmann etwas wünscht, was sie sich von ihr nicht wünschen würde. Umgekehrt möchte auch Kriss Kringle, der immer wieder Andeutungen macht, der „echte“ Weihnachtsmann zu sein, Susan und Dorey davon überzeugen, an den Weihnachtsmann zu glauben. Er lässt sich von Bryan Bedford, Doreys Freund, für einen Abend als Susans Babysitter engagieren. Diese wünscht sich „ein Haus, einen Bruder und einen Vater“. Nur wenn Kringle ihr dies erfüllen könne, sei er für sie der Weihnachtsmann. Währenddessen lehnt Dorey einen Verlobungsring von Bryan ab, der ihn später an Kriss weitergibt, der nach einer besseren Verwendung für den Ring suchen soll.
Aufgrund der anhaltend hohen Umsätze und Beliebtheit von Cole’s Kaufhaus schmiedet die Konkurrenz inzwischen dunkle Pläne. Zwei Mitarbeiter von „Shopper’s Express“ bezahlen Falacchi dafür, dass er Kringle auf dem Heimweg provoziert. Daraufhin schlägt Kringle mit seinem Spazierstock nach Falacchi, der nach dem Schlag zu Boden geht. Kringle wird von der Polizei festgenommen und inhaftiert, was den geplanten Imageschaden bei Cole’s Kaufhaus nach sich zieht. Da Kringle wie gewohnt von sich behauptet, er sei der Weihnachtsmann, wird er für verrückt gehalten und soll in eine psychiatrische Klinik eingewiesen werden. In einer Gerichtsverhandlung wird nun – mit teils skurrilen Methoden – nach Beweisen dafür gesucht, dass der Weihnachtsmann nicht existiert und Kringle gemäß der Anklage als geisteskrank zu verurteilen ist. Bryan ist Kringles Verteidiger und beeindruckt Dorey so stark, dass sie sich für ihr abweisendes Verhalten an jenem Abend, als er ihr einen Ring überreichte und einen Antrag machte, entschuldigt.
Um ihrem Weihnachtsmann zu helfen, startet die Belegschaft von Cole’s Kaufhaus während der mehrtägigen Gerichtsverhandlung eine großangelegte Kampagne. Der Geschäftsführer C.F. Cole stellt der Öffentlichkeit via Fernsehen die Frage „Glauben Sie an den Weihnachtsmann?“, worauf sich tausende Menschen dazu bekennen, an den Weihnachtsmann zu glauben. Die Gerichtsverhandlung erfährt nun ein noch größeres öffentliches Interesse.
Bryan lässt dem Richter durch Susan am Tag der Urteilsverkündung, dem 24. Dezember, eine Weihnachtskarte mit einer 1-Dollar-Note übergeben, auf der die Aussage „In God we trust“ (Wir vertrauen auf Gott) umkringelt ist. Der Richter zerknüllt daraufhin sein vorbereitetes Urteil und begründet die Abweisung der Klage damit, dass „wenn die Regierung der Vereinigten Staaten auf unserer Währung mit klaren Worten ihrem Gottvertrauen Ausdruck verleiht, ohne dabei zu verlangen, dass es einen physischen Beweis für die Existenz oder Nichtexistenz eines höheren Wesens gibt, dann kann der Staat New York durch eine vergleichbare Demonstration allseitigen Glaubens seiner Bevölkerung auch akzeptieren und anerkennen, dass der Weihnachtsmann existiert, und zwar in der Person von Kriss Kringle.“ Zur Urteilsverkündung um 12 Uhr haben sich Menschenmassen auf den Straßen vor dem Gericht versammelt, die nach dem Freispruch von Kriss Kringle jubeln.
Kringle bestellt Dorey und Bryan nach der Weihnachtsmesse in eine kleine Kirche, in der ein Priester mit Bryans Verlobungsring auf sie wartet: die beiden heiraten. Am Morgen des ersten Weihnachtstages bemerkt Susan den Ring und sieht ihren ersten Wunsch erfüllt: einen Vater. Am Nachmittag begibt sich die kleine Familie zu einem Musterhaus von Cole, wohin sie der Geschäftsführer bestellt hat, was für einen Weihnachtsfeiertag sehr ungewöhnlich ist. Kringle hatte ihm erzählt, dass das Paar ein Haus suche, das diesem Musterhaus entspreche (Susan hatte Kringle seinerzeit die aus dem Kaufhauskatalog herausgetrennte Seite übergeben). Die überaus großzügige Prämie, die alle Mitarbeiter von Cole für das außergewöhnliche Weihnachtsgeschäft erhalten, ermöglicht Dorey, dieses von ihrer Tochter ausgesuchte Haus zu ihrem neuen Heim zu machen. Susan schaut sich begeistert in dem voll eingerichteten weihnachtlichen Haus um und will dann noch von ihrer Mutter und Bryan wissen, ob ihr dritter Wunsch sich auch erfüllen werde. Bryan meint, wenn Kriss Kringle es versprochen habe, bestehe daran kein Zweifel. Susan ist inzwischen felsenfest davon überzeugt, dass Kringle echt ist. Als Dorey wissen will, welchen Wunsch Susan noch geäußert habe, erzählt sie ihr, dass sie sich einen kleinen Bruder wünsche. Auch wenn Dorey und Bryan sich erst leicht verdutzt anschauen, widersprechen sie nicht, sondern umarmen und küssen sich.

## Kritiken
James Berardinelli schrieb auf ReelViews, der Film erreiche nicht das Niveau des Vorgängers. Er lobte die Darstellungen von Richard Attenborough und Mara Wilson, aber kritisierte jene von Elizabeth Perkins und Dylan McDermott.
Roger Ebert schrieb in der Chicago Sun-Times vom 18. November 1994, der Film könne nicht den Film aus dem Jahr 1947 ersetzen. Er sei jedoch „süß“, „liebenswürdig“ und „gutherzig“.
Das Lexikon des internationalen Films schrieb: „Eine in die Länge gezogene, humor- und spannungslose Neuverfilmung des Weihnachtsfilmklassikers von 1947. Die satirischen Seitenhiebe des Vorbildes verkommen zu plumpen, verlogenen Botschaften. Auch schauspielerisch enttäuschend.“

## Auszeichnungen
Richard Attenborough wurde im Jahr 1995 für den Saturn Award als bester Nebendarsteller nominiert.
Die Deutsche Film- und Medienbewertung FBW in Wiesbaden verlieh dem Film das Prädikat besonders wertvoll.

## Hintergrund
Der Film wurde in New York City, in Chicago und in Lake Forest (Illinois) gedreht. Er spielte in den Kinos der USA ca. 17,2 Millionen US-Dollar ein, in den britischen Kinos ca. 6,66 Millionen Pfund Sterling.

## Trivia
- Anders als im Originalfilm von 1947 lehnte das New Yorker Warenhaus Macy’s das Angebot ab, seinen Namen in diesem Film zu verwenden, da die Verantwortlichen der Meinung waren, dass „das Original für sich allein steht und nicht verbessert werden kann“. Das Kaufhaus wurde daraufhin in Cole’s umbenannt.
- Bei der ursprünglichen Kinoveröffentlichung bot Twentieth Century Fox jedem Zuschauer, dem der Film nicht gefallen hatte, eine volle Rückerstattung des Eintrittspreises an. Ungefähr 1.500 Tickets wurden an das Studio zurückgegeben.
- Bryan Bedford ist in diesem Film die einzige Hauptfigur, deren Name sich vollständig von dem des Originalfilms von 1947 unterscheidet, in dem genannter Charakter den Namen Fred Gailey trug. Sein neuer Name spielt auf die fiktive Kleinstadt Bedford Falls an, dem Schauplatz des Weihnachts-Filmklassikers Ist das Leben nicht schön? aus dem Jahr 1946. Leicht geändert wurde zudem der Name von Susans Mutter Dorey Walker, die in der Version von 1947 Doris Walker hieß.
- Wie im Originalfilm gibt es auch in diesem Remake einen betrunkenen Weihnachtsmann, der vor der Parade mit Kriss Kringle aneinandergerät. Im Gegensatz zum Originalfilm, in dem er nicht namentlich genannt wird, erhielt dieser Charakter jedoch in der Version von 1994 den Namen Tony Falacchi und einen Handlungsbogen, in dem er ein unterstützender Antagonist ist.
- Während der Dreharbeiten lernte Elizabeth Perkins ihren späteren Ehemann Julio Macat kennen, der als Kameramann am Set tätig war.
- Der Schauspieler Alvin Greenman, der 1947 im Originalfilm die Rolle des Alfred spielte, hat in diesem Remake einen Cameo-Auftritt als Türsteher.
- Mara Wilson stammt aus einer jüdischen Familie und wurde demnach nicht erzogen, an den Weihnachtsmann zu glauben. Laut Produzent John Hughes passte dies gut zur Rolle der Susan, da so seiner Meinung nach ihre These, dass es keinen Weihnachtsmann gäbe, mehr Glaubwürdigkeit besaß.
- Susan Walkers zweiter Vorname ist Elizabeth, ebenso wie der zweite Vorname ihrer Darstellerin Mara Wilson.
- Im ersten Entwurf des Drehbuchs war ursprünglich geplant, die Rolle der Susan Walker umzuschreiben und das Kind zu einem Jungen namens Jonathan zu machen, da John Hughes durch seine Erfahrungen mit Filmen wie Kevin – Allein zu Haus der Meinung war, dass männliche Kinderdarsteller für mehr Publikumsresonanz sorgen würden. Laut Mara Wilsons Autobiografie wurde sie Hughes jedoch von Regisseur Chris Columbus, mit dem sie ein Jahr zuvor Mrs. Doubtfire gedreht hatte, für die Rolle empfohlen, und die Figur wurde daraufhin erneut zum Mädchen Susan.
- Samantha Krieger, die im Film das gehörlose Mädchen Sammi spielt, ist auch in Wirklichkeit eines von drei gehörlosen Geschwistern gehörloser Eltern. Richard Attenborough hatte Regisseur Les Mayfield darum gebeten, die gemeinsame Szene mit Krieger nicht im Voraus zu proben, daher ist die freudige Überraschung in ihrem Gesicht, während sich Kriss Kringle mit ihr in Gebärdensprache unterhält, ihre tatsächliche Reaktion.
- Die Bee Gees wollten einen Teil zum Soundtrack des Films beitragen und schrieben das Lied Miracles Happen. Der Song wurde jedoch von Twentieth Century Fox mit der Begründung abgelehnt, dass für den Soundtrack ausnahmslos alte Weihnachtslieder verwendet werden sollten. 1997 veröffentlichten die Bee Gees das Lied schließlich in einer überarbeiteten Version auf ihrem Album Still Waters.